# 第1独立特務旅団 (ウクライナ領土防衛隊)
イヴァン・ボフーン名称第1特務旅団（イヴァン・ボフーンめいしょうだい1とくむりょだん、ウクライナ語: 1-ша окрема бригада спеціального призначення ім. Івана Богуна）は、ウクライナ領土防衛隊の旅団。
2024年4月までウクライナ陸軍に所属していた。ジトーミル市に所在する。
2022年3月、旅団はチェルニーヒウ州、ドニプロペトロウシク州、ヘルソン州、ジトーミル州、キーウ州の奪還に参加した。 2022年、旅団はハルキウ州の奪還とヘルソン州のベリスラウ（ボロゼンスケ、クチェルスケ、ピャタツキ）への反撃で激しい戦闘を行った。
2022年12月以来、旅団はハルキウ、ドネツク、ルハンシクで活動している。
旅団は、ウクライナ・コサックの司令官の一人であるイヴァン・ボフーンにちなんで名付けられている。

## 歴史

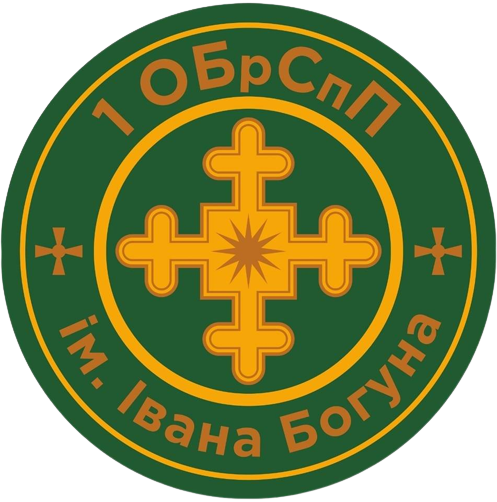
ウクライナ陸軍第1独立特務旅団章

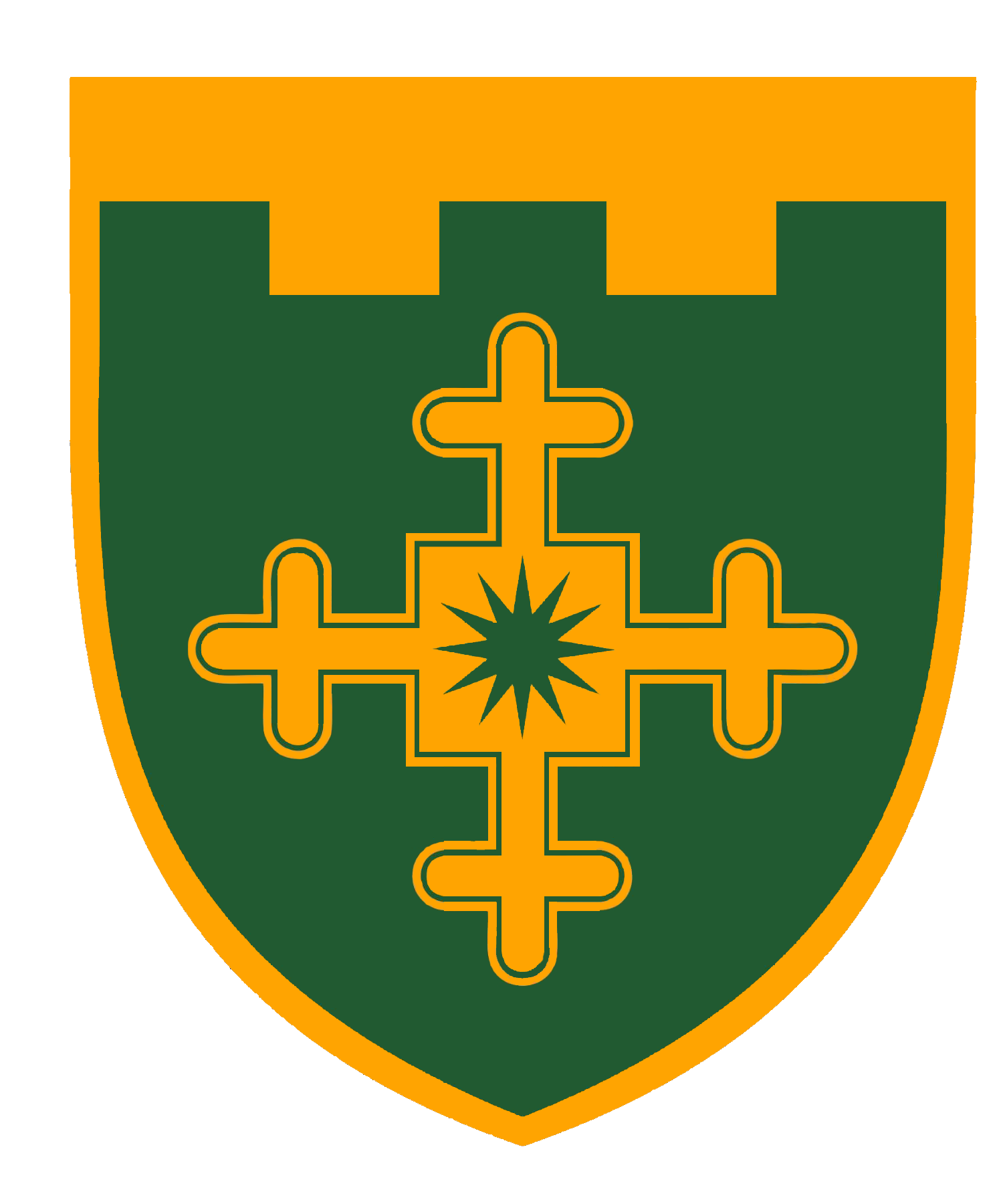
ウクライナ領土防衛隊第1独立特務旅団章

2022年3月、ジトーミル州採用・社会支援センターによって編成され、同センターはウクライナ領土防衛軍司令官の指揮下に入った。その後、第1独立特務旅団は、北部作戦管区に移管された。2023年、第1独立特務旅団はウクライナ陸軍第9軍団の所属となった。
2023年10月1日、旅団は戦闘旗を受領した。

### ロシアによるウクライナ侵攻
編成当初（2022年3月）から、キーウ、ジトーミル、チェルニーヒウ、ドニプロペトロウシク、ドネツク、ルハンシク、ヘルソン、ハリコフで戦闘任務を行った。
旅団はヘルソン州のマラ・シェシュテルニャ、ノヴォグリゴリフカ、トポリネ、クニャズスカ、イワニフカ、ポチョムキネ、ヴィソコピリャ、ハリコフ地方のシュチュリフカ、ノヴァ・フサリフカ、バイラク、バラクリヤ、クピャンスクを解放した。隊員は、トロイツケ、ポパスナ、ノヴォドゥルジェスク、ヴォフチョヤリフカ、ザイツェヴェ、ヴェセラ・ドリーナ、ビロゴリヴカの集落付近で戦闘任務を遂行したほか、ヴフレヒルスク火力発電所の保護やヴフレヒルスク貯水池の水管理にもあたった。 
2022年12月以降、ドネツク州クラスナ・ホラ近郊、ルハンスク州チェルボノポピフカ近郊、ハリコフ州で戦闘任務を遂行している。
2022年4月、第60独立機械化旅団と共同で、ルハンスク、ドンスクのポパスナ、ライマン、その他の集落の戦闘に参加した。第30独立機械化旅団とともに、ドネツク方面のクリノヴェ、ポクロフスケ、セリエの町付近の防衛に参加した。クリノヴェ、ポクロフスケ、セミヒリヤ、ザイツェヴェ、ポパスナ村付近で第24独立機械化旅団の防衛行動と撤退を支援した。
2022年7月、第80独立空中強襲旅団および第115独立機械化旅団と共同で、ノヴォドルジェフスクおよびルハンスク州プリヴィリア、 ドネツク州セレブリャンカ、フリホリフカ、 ルハンスク州ビロホリフカ村付近の防衛任務を遂行した。
2022年9月、ハリコフ地方の反攻作戦に参加し、占領軍「モスクワ」及び「ペテロ」の陣地への攻撃に成功し、シュチュリブカ 、ノヴァ・フサリブカ、バイラク、ヴィルクヴァトカを解放した。
2022年9月から10月にかけて、イワニフスケ、ポクロフスケ ポクロフスケ、ドネツク州ヴェセラ・ドリナを防衛する第57独立自動車化歩兵旅団の支援に参加した。
第54独立機械化旅団と共同で、ビロホリフカ村の襲撃と解放に参加した。
2022年11月、ポテンキノの解放に参加した。 
2022年12月以降、ドネツク州クラスナ・ホラ、ルハンスク州チェルボノポピフカ付近で任務を行い、バフムートとソレダルの防衛に参加している。
2023年8月から12月にかけて、ルハンスク州セレブリアンカ森林地帯で戦闘任務を遂行した。
2023年11月から12月にかけて、ドネツク州バフムト地区チャシフ・ヤール付近で防衛任務を遂行した。

## 編制
- 旅団本部
- 第1独立特務大隊 （第515大隊）[22]
- 第2独立特務大隊 （第516大隊）[23]
- 第3独立特務大隊 （第517大隊）[24][25]
- 第4独立特務大隊（ウクライナ語版）（第518大隊）[26]
- 第8独立小銃大隊（ウクライナ語版）
- 第43独立小銃大隊（ウクライナ）[27]
- 管理大隊
- 支援大隊
- 戦車大隊
- 偵察大隊
- 対空ミサイル・砲台
- 兵站大隊
- 第1および第2自走砲大隊
- 狙撃中隊
- 対戦車ミサイル中隊
- 消防支援中隊
- 医療中隊[28]
- 砲兵偵察制御砲台